# Bozó
Luiz Augusto de Aguiar, mais conhecido como Bozó (São Paulo, 11 de julho de 1952), é um ex-futebolista brasileiro.

## Carreira
Atuou como ponta-esquerda, revelado pelo EC São Bento, jogou na Portuguesa, na Ferroviária e foi campeão brasileiro de 1978 pelo Guarani FC. Também jogou no Santos FC, no CR Flamengo, no Sport Club do Recife entre outros.
Quando jogador Guarani FC, protagonizou um lance polêmico, ao sentar na bola durante um jogo, o que causou irritação dos adversários.
Em 2015, foi contratado para comandar o time Sub-17 do Guarani, em Campinas. Em 2020, morava no Brinco de Ouro e era treinador do Projeto Bugrinho, composto por escolinhas de futebol do Guarani.
Um decreto de 30 de março de 1982 deu início ao processo de denominação de vias públicas do município de Campinas, no 1º Distrito Industrial, com os 11 titulares do elenco campeão brasileiro de 1978, entre eles Luiz Augusto de Aguiar.

## Títulos
Guarani
- Campeonato Brasileiro: 1978